# Sandžak Kruševac
Sandžak Kruševac nebo Alaca Hisar (turecky Alacahisar Sancağı, srbsky Крушевачки санџак) byl jeden ze sandžaků Osmanské říše a jeho administrativním místem byl Alaca Hisar (dnes Kruševac).

## Historie
Despota Stefan Lazarević, který byl bezdětný, ustanovil svým nástupcem svého synovce Đurađa Brankoviće a snažil se mu zabezpečit vstup do spojenectví s Uherskem, avšak roku 1428 vtrhl na jeho území sultán Murad II. a prohlásil ho za vlastnictví Osmanské říše. Murad zabral město Kruševac a přinutil despotu Brankoviće aby pokračoval ve spojenectví s Osmany. Roku 1451, když se stal sultánem Mehmed II., despota znovu zabral město a jeho okolí. Roku 1459 sultán zrušil Srbský despotát.
V letech 1455 až 1541 patřil sandžak do ejáletu Rumélie. Roku 1541 byl vytvořen ejálet Budín a sandžak byl do něj zabrán spolu s několik dalšími: sandžakem Bělehrad, Požega, Vučitrn, Zvornik atd. Roku 1558 byl sandžak přičleněn do ejáletu Temešvár a v 17. století se opět vrátil do Rumélie.
Roku 1455 měl 170 timarů, z nichž 27 bylo v rukou křesťanů.

### Sandžak-bej
Roku 1493 byl bejem Ismail Bej, který se zúčastnil bitvy na Krbavském poli.
V letech 1720 až 1739 byl bejem Deli Hasan-paša Suljobašić, kterému se podařilo sloučit malé čilfiky (územní jednotka) do jednoho velkého území.
Roku 1789 během Rusko-turecké války (1787–1792) byl jmenován sandžak-bejem Şehsuvar Abdi Paša.